# Палласке, Яна
Яна Палласке (нем. Jana Pallaske; род. 20 мая 1979, Берлин, ГДР) — немецкая актриса и певица, вокалистка рок-группы Spitting Off Tall Buildings. Наиболее известна по роли Чарли в комедийном фильме «Зачётный препод» (2012) и его продолжениях. Также снималась на ролях второго плана в таких американских фильмах, как «Экстремалы» (2002), «Евротур» (2004), «Спиди-гонщик» (2008) и «Бесславные ублюдки» (2009).

## Биография
Яна Палласке родилась 20 мая 1979 года в Восточном Берлине, в районе Альт-Трептов. В юности она страдала анорексией, при этом вылечилась только во взрослом возрасте. После того, как бросила школу незадолго до выпускного и прежде чем стать актрисой и рок-вокалисткой, некоторое время работала в барах и в кастинговом агентстве.
Яна Палласке сформировала панк-группу Spitting Off Tall Buildings вместе с гитаристом Паулем Радермахером в 2002 году, позднее к ним присоединились несколько берлинских панков из Трептова. В 2004 году был записан мини-альбом и сыграны первые концерты. На одном из таких концертов они познакомились с музыкальным продюсером Мозесом Шнайдером, который уже работал с Tocotronic и Beatsteaks. Через него группа попала на британский лейб Sanctuary Records, где 30 сентября 2005 года выпустила свой дебютный альбом Spitting Off Tall Buildings.
Параллельно с пением в группе, Яна также активно снималась в кино. Так, например, в 2009 она снялась в фильме знаменитого американского режиссёра Квентина Тарантино «Бесславные ублюдки»:
Моего персонажа зовут Бабетта. Она француженка, которая симпатизирует немецким солдатам в оккупированном Париже, пытаясь защитить себя. Сама роль была маленькая, а к финальному монтажу стала еще меньше.

## Личная жизнь
Регулярно с 1996 года Яна Палласке проводила несколько месяцев в году в Таиланде и на маленьком острове малайзийского архипелага Лангкави, где с 2020 года она также организует курсы лайф-коучинга.
Вместе со своим партнёром, немецким каскадёром по имени Саша Гирндт (нем. Sascha Girndt), проживала в Берлине.

## Фильмография
| Год       |   | Русское название         | Оригинальное название                    | Роль                                   |
| --------- | - | ------------------------ | ---------------------------------------- | -------------------------------------- |
| 2002      | ф | Экстремалы               | Extreme Ops                              | Китти                                  |
| 2003—2015 | с | Спецотряд «Кобра 11»     | Alarm für Cobra 11 — Die Autobahnpolizei | Ханна Гудман Алисия Шульц Деяна Бериша |
| 2004      | ф | К чему помыслы о любви?  | Was nützt die Liebe in Gedanken          | Элли                                   |
| 2004      | ф | Евротур                  | EuroTrip                                 | Анна                                   |
| 2008      | ф | Спиди-гонщик             | Speed Racer                              | Делайла                                |
| 2008      | ф | Съёмки в Палермо         | Palermo Shooting                         | студентка                              |
| 2009      | ф | Крикуны 2: Охота         | Screamers: The Hunting                   | Шварц                                  |
| 2009      | ф | Фантомная боль           | Phantomschmerz                           | Ника                                   |
| 2009      | ф | Бесславные ублюдки       | Inglourious Basterds                     | Бабетта                                |
| 2009      | ф | Мужчины в большом городе | Männerherzen                             | Нина                                   |
| 2013      | с | Пересекая черту          | Crossing Lines                           | Маша                                   |
| 2013      | ф | Зачётный препод          | Fack ju Göhte                            | Чарли                                  |
| 2015      | ф | Зачётный препод 2        | Fack ju Göhte 2                          | Чарли                                  |
| 2017      | ф | Зачётный препод 3        | Fack ju Göhte 3                          | Чарли                                  |
| 2020      | ф | Лесси. Возвращение домой | Lassie — Eine abenteuerliche Reise       | Франка                                 |